# Quách Đồng Dần
Quách Đồng Dần (1566-1650) là nhà khoa bảng sống vào thời Lê-Trịnh. Quê ông là Đông Ngàn, xứ Kinh Bắc, nay là huyện Đông Anh, thành phố Hà Nội. Ông sống trong khoảng cuối thế kỷ XVI-đầu thế kỷ XVII. Nhà ông nghèo nên phải vừa học vừa làm thuê. Không chỉ thế, số phận còn trêu ngươi ông tới mức thi không biết bao lần mà mãi chẳng đậu. Nhưng cuối cùng, ông đỗ Tiến sĩ vào năm 1634, tức là khi đã 68 tuổi. Trong buổi vinh quy, ông có làm đôi câu tự thuật rằng:
Lễ đăng cao đệ thế xưng kỷ
Nam quốc toàn tri lão bất suy
Dịch ra có nghĩa là:
Người khen tuổi lão đã cao
Biết cho tuổi lão những nào có suy.
Quả thực, tấm gương của Quách Đồng Dần là hiếm có.